# Alfred Benninghoff
Alfred Benninghoff (* 21. Mai 1890 in Emmelsum; † 18. Februar 1953 in Marburg) war ein deutscher Anatom. Sein Hauptwerk war ein über Jahrzehnte fortgeführtes Lehrbuch der Anatomie des Menschen.

## Leben
Benninghoff studierte ab 1909 Medizin an den Universitäten Heidelberg und München. 1919 wurde er in Heidelberg mit der Schrift Ueber relative incontinentia urinae beim Weibe und ihre Behandlung mit Blasen- und Harnröhrenraffung promoviert. Anschließend war er an der Universität Marburg als Prosektor tätig, 1921 habilitiert er sich mit einer Arbeit über vergleichende Anatomie des Amphibienherzens. 1924 wechselte Benninghoff an die Universität Kiel, wo er 1927 Lehrstuhlinhaber wurde. Benninghoff beantragte am 17. März 1941 die Aufnahme in die NSDAP, wurde zum 1. April desselben Jahres aufgenommen (Mitgliedsnummer 8.843.728) und kehrte als Ordinarius nach Marburg zurück, wo er zudem die Position des Gau-Dozentenführers innehatte. Eine frühere Berufung war nach einer ihm abträglichen politischen Einschätzung nicht erfolgt. Eine Einschätzung des Nationalsozialistischen Deutschen Dozentenbundes (NSDDB) kam zu dem Schluss, dass Benninghoffs Auffassung von einer Trennung zwischen Wissenschaft und Politik nicht akzeptabel sei. Bei seiner Entnazifizierung nach Kriegsende argumentierte Benninghoff, dass eine Verweigerung der Mitgliedschaft in Partei und den angeschlossenen Hochschulorganisationen sein wissenschaftliches Lebenswerk gefährdet hätte. Von 1950 bis 1952 war er Rektor der Universität.

## Wirken
Benninghoff beschäftigte sich unter anderem mit der Morphologie des Binde- und Stützgewebes, insbesondere des Knorpels, und der Blutgefäße. Nach ihm sind die Benninghoff-Spannmuskeln, glatte Muskelfasern in der Wand elastischer Arterien, insbesondere der Aorta, benannt.
Sein Hauptwerk stellt ein 1939 erstmals veröffentlichtes Lehrbuch der Anatomie des Menschen in drei Bänden dar. Diese Bände sind dargestellt unter Bevorzugung funktioneller Zusammenhänge. Das Werk wurde bis Anfang des 21. Jahrhunderts fortgesetzt.

## Mitgliedschaften
Alfred Benninghoff war seit 1942 Mitglied der Deutschen Akademie der Naturforscher Leopoldina, der Heidelberger Akademie der Wissenschaften sowie verschiedener NS-Organisationen: des Nationalsozialistischen Deutschen Ärztebundes (NSDÄB, ab 1940) und des Nationalsozialistischen Deutschen Dozentenbundes (NSDDB, ab 1941), sowie der Nationalsozialistischen Volkswohlfahrt und förderndes Mitglied des NS-Fliegerkorps.

## Werke (Auswahl)
- Über relative incontinentia urinae beim Weibe und ihre Behandlung mit Blasen- und Harnröhrenraffung. Heidelberg 1919 (Dissertation).
- Beiträge zur vergleichenden Anatomie und Entwicklungsgeschichte des Amphibienherzens. Marburg 1921 (Habilitationsschrift).
- Lehrbuch der Anatomie des Menschen. J. F. Lehmanns Verlag, München/Berlin 1939.
- Blutgefässe und Herz, Lymphgefässe und lymphatische Organe, Milz. In: Wilhelm v. Möllendorff (Hrsg.): Handbuch der mikroskopischen Anatomie des Menschen. Band 6, Springer, Berlin 1930.
- Die biologische Feldtheorie. Heidelberg 1944.